# Michael Cooper (Basketballtrainer)
Michael Jerome Cooper (* 15. April 1956 in Los Angeles, Kalifornien) ist ein US-amerikanischer ehemaliger Basketballspieler und heutiger -trainer, welcher seit 2023 Assistenztrainer bei der Basketballmannschaft der California State University, Los Angeles ist. Als Spieler war Cooper von 1978 bis 1990 bei den Los Angeles Lakers in der National Basketball Association (NBA) aktiv. Cooper ist 1,96 m groß und lief hauptsächlich als Shooting Guard auf. Während seiner Zeit in der NBA galt er als einer der besten Verteidiger der Liga. Er wurde 2024 in die Naismith Memorial Basketball Hall of Fame aufgenommen.
1994 begann er als Assistenztrainer bei den Lakers seine Trainerlaufbahn. 1999 wurde er Cheftrainer der Los Angeles Sparks in der WNBA und wurde schon 2000 zum WNBA Coach of the Year gewählt. 2001 und 2002 führte er die Sparks jeweils zur WNBA-Meisterschaft. 2004 nahm er erneut eine Assistenztrainerstelle in der NBA an, diesmal bei den Denver Nuggets.
Cooper erhielt im Jahr 1986 den J. Walter Kennedy Citizenship Award für soziales Engagement.

## Erfolge und Auszeichnungen

### Als Spieler
- 5× Meister der NBA: 1980, 1982, 1985, 1987, 1988
- 1× NBA Defensive Player of the Year Award: 1987
- 5× NBA All-Defensive 1st Team: 1982, 1984, 1985, 1987, 1988
- 3× NBA All-Defensive 2nd Team: 1981, 1983, 1986
- 1× J. Walter Kennedy Citizenship Award: 1986
- 1× Lega Basket All-Star Game MVP: 1991

### Als Trainer
- 2× Meister der WNBA: 2001, 2002
- 1× WNBA Coach of the Year: 2000
- 1× Meister der NBA D-League: 2006